# Tampan
Tampan is een bestuurslaag in het regentschap Pekanbaru van de provincie Riau, Indonesië. Tampan telt 23.576 inwoners (volkstelling 2010).